# NGC 610
NGC 610 este un obiect astronomic pierdut sau inexistent situat în constelația Balena. A fost înregistrat în anul 1886 de către Frank Muller.